# 陳岷 (畫家)
陳岷（?—?），字山民，明末清初畫家。
學畫於王鑑、王時敏，“寫意人物、不施眉目”，得虞山正派。尤善鼓琴，明亡後隱於蘇州城外葑溪草堂。